# Álimos
Álimos (Alimos) är en kommunhuvudort i Grekland.   Den ligger i prefekturen Nomarchía Athínas och regionen Attika, i den sydöstra delen av landet, 8 km söder om huvudstaden Aten. Álimos ligger 44 meter över havet och antalet invånare är 41 720.
Terrängen runt Álimos är platt åt nordväst, men österut är den kuperad. Havet är nära Álimos åt sydväst. Runt Álimos är det mycket tätbefolkat, med 2 915 invånare per kvadratkilometer. Närmaste större samhälle är Aten, 7,7 km norr om Álimos. 